# Ryu Goto
Ryu Goto (jap. 五嶋 龍, Gotō Ryū; * 13. Juli 1988 in New York, New York) ist ein US-amerikanischer Violinist japanischer Abstammung.

## Leben
Ryu Goto ist ein Halbbruder der fast 17 Jahre älteren Geigerin Midori (* 1971). Im Alter von drei Jahren erhielt er erstmals Geigenunterricht und studierte später unter anderem an der Juilliard School.
Goto spielte die Violine mit Namen von Stradivari „ex-Pierre Rode“ aus dem Jahr 1715, die auch „Duke of Cambridge“ genannt wird und eine Leihgabe der gemeinnützigen Organisation Yellow Angel war. Ab 2013 spielte er die Stradivari „Jupiter“ von 1722, eine Leihgabe der Nippon Music Foundation.
An Einspielungen sind zwei CD-Aufnahmen sowie ein Konzertmitschnitt auf DVD erschienen, die unter dem Label Deutsche Grammophon veröffentlicht wurden.